# Дрыкин, Андрей Николаевич
Андрей Николаевич Дрыкин (род. 29 августа 1972, Рязань) — российский телеведущий, стилист, визажист и парикмахер, телеведущий.

## Биография

### Учёба
В 1991 году Окончил Рязанское художественное училище имени Г. К. Вагнера С 1990 года начинает экспериментировать с лицом и макияжем. В 1994 году окончил курсы стилистики, макияжа и причёски в Лондоне.
Долгое время работал визажистом и парикмахером московского офиса «Рейтер» и обслуживал всех корреспондентов компании, выходящей в эфир для всего мира.

### Карьера

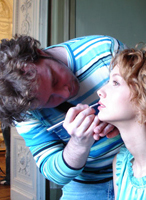
Андрей и Настя Цветаева

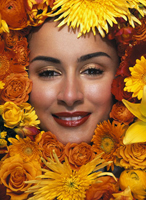
Тина Канделаки на СТС

С первых дней существования глянцевых журналов в новой России сотрудничал с такими журналами, как Elle, Harper's Bazaar, Marie Claire, Cosmopolitan, L'Officiel. Продолжал удачно сотрудничать с журналами «Домовой», «Она». На протяжении нескольких лет сотрудничал с певицами Надеждой Кадышевой, Ликой Стар, группой «Полиция нравов». В 1997—1998 годах — ведущий визажист первого запуска декоративной косметики DERMAJETICS.
C 1998 года основной базой для творчества стал Нью-Йорк. Съёмки для мировых изданий ELLE, Women, Marie Claire, Vogue и других. В 1999 году принимал участие в первой съёмке русской обложки журнала Harper's Bazaar, в 2006 году стал автором юбилейной обложки журнала, посвящённой десятилетию выпуска журнала в России.
В 2000 году совместно с продюсером Иваном Шаповаловым создал визуальный образ российского музыкального дуэта «t.A.T.u.», взорвавшего мировые хит-парады. Начиная с 2006 года являлся автором по гриму и причёскам в рамках художественного оформления телеканалов СТС, «Домашний» и «Звезда». В разные годы создавал имидж телеведущих российских и западных каналов — ОРТ, ТВ Центр, «Рейтер», CNN, NBC, Fox USA — и сотрудничал с ведущими модными домами России и мира: Chanel, Christian Dior, DKNY, Versace, Calvin Klein, Ralph Lauren, Givenchy и т. д. В 2006 году принял участие в первых съёмках политического лидера для обложки журнала Elle (Юлия Тимошенко для Elle-Украина).
В 2006 году создал образ музыкальной группы «Банд’Эрос». В 2007 году стал автором первых русских заглавных страниц раздела «Красота» российского издания журнала Vogue. Образы, воплощённые Дрыкиным, снимают самые знаменитые «глянцевые» фотографы России и мира. Работал с такими топ-моделями как Наталья Семанова, Евгения Володина, Ирина Пантаева, Кристи Тарлингтон, Линда Евангелиста и др.
Начиная с 2007 года работал в основном в Москве, в том же году Дрыкин начал сотрудничество с торговой маркой Giorgio Armani в качестве ведущего визажиста декоративной косметики в России. В 2007 году выступил в качестве художника по гриму и причёскам мюзикла «Маугли» Московского театра оперетты. С 2008 по 2016 годы в том же театре вышли оригинальный российские мюзиклы Монте-Кристо (мюзикл), Граф Орлов (мюзикл), Анна Каренина (мюзикл, 2016), в создании которого Дрыкин также участвовал в качестве Главного художника по гриму и причёскам.
В 2008 году выступил в роли ведущего визажиста и парикмахера совместного проекта MTV и музыкального центра Виктора Дробыша «Делаем группу», в результате которого на российской эстраде появилась музыкальная группа «Princessa Avenue».
В 2012-2013 году Андрей Дрыкин выступал в роли соведущего еженедельной телепрограммы ТНТ «Дурнушек нет».
С 2010 года является арт-директором бренда «Пантин Pro-V» — одной из ведущих марок шампуней и ухода за волосами. Автор нескольких уникальных запатентованных методик обучения макияжу. 
Авторству Дрыкина принадлежит более 80 обложек глянцевых журналов мира.

## СМИ
- Звездный мастер-класс по искусству макияжа. Источник: журнал COSMOPOLITAN
- Андрей Дрыкин: У меня профессия странная. Источник: Общенациональная газета «РОССІЯ»
- Андрей Дрыкин в журнале ELLE (недоступная ссылка)
- Мюзикл «МОНТЕ КРИСТО»
- Съемка для обложки журнала GLAMOUR
- Новый образ для Маугли. Мюзикл «МАУГЛИ»
- Правила осени. Источник: HELLO
- «Тату» — мой пирог — Источник tatysite.net
- Коллекция Розовое сияние от Giorgio Armani. Источник: ЖЕНСКИЕ СТРАСТИ (недоступная ссылка)